# NGC 441
NGC 441 ist eine linsenförmige Galaxie mit aktivem Galaxienkern vom Hubble-Typ SB0/a im Sternbild Sculptor am Südsternhimmel. Sie ist schätzungsweise 250 Millionen Lichtjahre von der Milchstraße entfernt und hat einen Durchmesser von etwa 105.000 Lj.
Im selben Himmelsareal befinden sich u. a. die Galaxien NGC 427, NGC 439, IC 1657, IC 1663.
Das Objekt wurde am 27. September 1834 von dem britischen Astronomen John Herschel entdeckt.